# ハナ銀行コロン選手権
LPGA KEB-ハナ銀行選手権（LPGA-KEBハナぎんこうせんしゅけん、LPGA KEB-Hana Bank Championship）は韓国で開催される全米女子プロゴルフ協会の公式戦。タイのホンダLPGAタイランド、シンガポールのHSBC女子チャンピオンズ、中国のブルー・ベイLPGA、マレーシアのサイム・ダービーLPGAマレーシア、日本のTOTOジャパンクラシックと並ぶLPGAのアジアラウンドの第3戦でもある。主催はハナ金融グループ。タイトルスポンサーはハナ銀行。

## 歴代優勝者
特に記載がない限り韓国選手。
- 2002年：朴セリ
- 2003年：Shi Hyun Ahn
- 2004年：グレース朴
- 2005年：Jee Young Lee
- 2006年：Jin Joo Hong
- 2007年：スーザン・ピーターセン（ ノルウェー）
- 2008年：キャンディ・クン（ 台湾）
- 2009年：崔羅蓮
- 2010年：崔羅蓮
- 2011年：ヤニ・ツェン（ 台湾）
- 2012年：スーザン・ペターセン（ ノルウェー）
- 2013年：エイミー・ヤン
- 2014年：ペク・キュユン
- 2015年：レクシー・トンプソン（ アメリカ合衆国）
- 2016年：カルロタ・シガンダ（ スペイン）
- 2017年：コ・ジンヨン
- 2018年： 田仁智[1]